# Государственное агентство биобезопасности Австралии
Государственное агентство биобезопасности Австралии является подразделением австралийского Министерства сельского хозяйства, рыболовства и лесного хозяйства. Оно обеспечивает научно-обоснованные оценки карантина и консультации по вопросам политики по защите австралийского сельского хозяйства, а также улучшает доступ Австралии к смежным международным рынкам животных и растений. Также агентство предоставляет консультации по вопросам политики Австралийской карантинной и инспекционной службы (АКИС) в отношении импорта карантинного материального риска в Австралию. АКИС в конечном счете устанавливает правила, касающиеся импорта, а не биологической безопасности Австралии.

## Текущая оценка рисков импорта

### Оценки риска фауны
- Куриное мясо
- Олень и олений генетический материал
- Собаки и кошки
- Съедобные яйца и яичные продукты
- Хорьки
- Пресноводные раки
- Пресноводная рыба
- Шкуры и кожи
- Семена медоносных пчел
- Лошади из Южно-Африканской Республики
- Живая птица: Венценосный журавль, фламинго и попугаи
- Живые змеи
- Нежизнеспособные двустворчатые моллюски
- Креветки

### Оценки риска флоры
- Бананы из Филиппин
- Цитрусовые из Флориды, США и Южной Африки
- Хвойные леса
- Грибы
- Мандарины из Японии и Южной Кореи

## Завершенная оценка риска импорта

### Оценки риска фауны
- Верблюдовые из Чили и Перу
- Мясо крокодила из Зимбабве
- Носорог из Южной Африки

### Оценки риска флоры
- Яблоки из Новой Зеландии
- Манго с Филиппин
- Дуриан из Таиланда
- Корейские груши из Кореи
- Лаймы из Новой Каледонии
- Лонган и личи из Китая и Таиланда
- Кукуруза из США
- Манго из Таиланда
- Ананасы
- Столовый виноград из Чили и США